# Sophie Ingle
Sophie Louise Ingle, OBE (* 2. September 1991 in Llandough) ist eine walisische Fußballspielerin. Die in Abwehr und Mittelfeld einsetzbare Spielerin steht derzeit beim englischen Erstligisten Chelsea FC Women unter Vertrag und spielt seit 2009 für die walisische Nationalmannschaft, deren Kapitänin sie derzeit ist.

## Karriere

### Vereine
Ingle begann das Fußballspielen in der Jungensmannschaft der Vale Wanderers, bis sie 12 Jahre alt war. Da es dann nicht mehr erlaubt war mit Jungens zu spielen, legte sie ein Jahr Pause ein und spielte dann mit Mädchen für die Wanderers und die Dinas Powys Ladies. 2007 wechselte sie zu Cardiff City und 2012 zu Chelsea FC Women. 2014 zog es sie ein Stück Richtung Heimat zu Bristol City. Mit Bristol spielte sie auch erstmals in der Champions League und kam bis ins Viertelfinale, wo sie aber nach zwei hohen Niederlagen (0:5 und 0:7) gegen den späteren Sieger 1. FFC Frankfurt mit ihrem Club ausschied. Als der Verein nach der Saison 2015 abstieg, wechselte sie zum Liverpool FC Women. Nach der Saison 2017/18 kehrte sie zurück nach Chelsea. Mit Chelsea erreichte sie das Halbfinale der UEFA Women’s Champions League 2018/19, schied dort aber durch ein weniger geschossenes Tor gegen Rekordsieger Olympique Lyon aus. 2020/21 erreichte Chelsea als erster Verein das Finale der UEFA Women’s Champions League, verlor dieses aber mit 0:4 gegen die Frauen des FC Barcelona.
In einem Vorbereitungsspiel zur Saison 2024/25 zog sie sich einen Kreuzbandriss zu.

### Nationalmannschaft
Ingle wurde für die walisischen U-17- und U-19-Mannschaften nominiert. 2009 wurde sie erstmals in der A-Nationalmannschaft eingesetzt. Im Dezember 2011 wurde sie für das vorläufige Team GB nominiert, das Großbritannien bei den Olympischen Spielen 2012 vertreten sollte. Letztlich wurde sie dann aber nicht berücksichtigt.
Am 22. September 2020 bestritt sie gegen Norwegen ihr 100. Länderspiel.
Am 27. Mai 2021 wurde sie für das Team GB nominiert, das Großbritannien bei den Olympischen Geisterspielen in Tokio vertritt. Sie wurde in den vier Spielen eingesetzt, die mit einer 3:4-Niederlage nach Verlängerung gegen Australien endeten.
In der Qualifikation für die EM 2025 kam sie in den sechs Gruppenspielen zum Einsatz und erzielte ein Tor. Die Waliserinnen qualifizierten sich als Gruppensiegerinnen für die Play-offs, wo sie sich gegen die Slowakei und Irland durchsetzten und erstmals für ein großes Fußballturnier qualifizierten. Verletzungsbedingt konnte Ingle dafür aber nicht nominiert werden.
Am 19. Juni 2025 wurde sie für die erste EM-Endrunden-Teilnahme nominiert. Sie wurde lediglich im zweiten Gruppenspiel in der Schlussphase eingewechselt. Nach drei Niederlagen schieden die Waliserinnen aus.

## Erfolge
Chelsea FC Women
- Englische Meisterin: 2019/20, 2020/21, 2021/22, 2022/23, 2023/24
- WSL-Cup-Siegerin: 2019/20, 2020/21
- Community-Shield-Siegerin: 2020
- Englische Pokalsiegerin: 2020/21, 2021/22, 2022/23